# Un privé en escarpins
Pour plus de détails, voir Fiche technique et Distribution.
Un privé en escarpins (V.I. Warshawski) est une comédie policière réalisée en 1991 par Jeff Kanew, adaptée de l'œuvre de la romancière américaine Sara Paretsky. Sorti en France en 1992, ce film mélange plusieurs romans. C'est un long métrage qui est passé inaperçu dans la filmographie de Kathleen Turner.

## Synopsis
Meilleur détective privé de Chicago, V.I. Warshawski accepte de garder la fille de son nouvel amant, quand ce dernier est assassiné. En compagnie de l'enfant, elle va tenter de résoudre l'affaire...

## Fiche technique
- Titre : Un privé en escarpins
- Titre original : V.I. Warshawski
- Réalisation : Jeff Kanew
- Scénario : Sara Paretsky, Edward Taylor, David Aaron Cohen et Nick Thiel
- Musique : Randy Edelman
- Photographie : Jan Kiesser
- Montage : Debra Neil-Fisher et Carroll Timothy O'Meara
- Production : Jeffrey Lurie
- Société de production : Hollywood Pictures, Silver Screen Partners IV et Chestnut Hill Productions
- Société de distribution : Warner Bros. (France) et Buena Vista Pictures (États-Unis)
- Pays :  États-Unis
- Genre : Action et comédie policière
- Durée : 89 minutes
- Dates de sortie : 
  -  États-Unis : 26 juillet 1991
  -  France : 8 janvier 1992

## Distribution
- Kathleen Turner (VF : Béatrice Delfe[1]) : Victoria 'V.I.' Warshawski
- Jay O. Sanders (VF : Jacques Frantz) : Murray Rierson
- Charles Durning (VF : Jacques Dynam) : Lieutenant Bobby Mallory
- Angela Goethals (VF : Aurélia Bruno) : Kat Grafalk
- Nancy Paul (VF : Martine Irzenski) : Paige Wilson Grafalk
- Frederick Coffin (VF : Pascal Renwick) : Horton Grafalk
- Charles McCaughan (VF : Hervé Bellon) : Trumble Grafalk
- Stephen Meadows (VF : Luc Bernard) : Bernard 'Boom-Boom' Grafalk
- Wayne Knight : Earl 'Bonehead' Smeissen
- Anne Pitoniak (VF : Lily Baron) : Dr Lotty Herschel
- Stephen Root : Mickey
- Lynnie Godfrey (VF : Maïk Darah) : Sal